# Shilpa Shetty

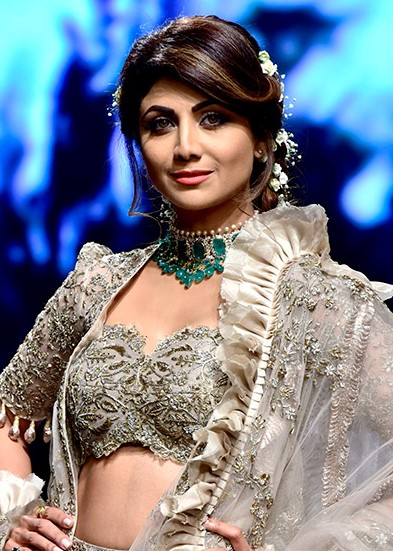
Shilpa Shetty

Shilpa Shetty (* 8. Juni 1975 in Mangalore, Karnataka) ist eine indische Schauspielerin und Model.

## Leben
Shilpa Shetty ist die ältere Tochter von Surendra und Sunanda Shetty, Hersteller von Zubehör für die pharmazeutische Industrie. Sie besuchte in Mumbai die St. Anthony High School für Mädchen und später das Podar College in Matunga. Mit einer Ausbildung als Bharatanatyam Tänzerin war sie auch im Sport aktiv. So war sie Kapitänin des Volleyball-Teams an der Schule und hatte einen schwarzen Gürtel in Karate. Shettys jüngere Schwester Shamita Shetty ist auch eine Bollywood-Schauspielerin. Sie arbeiteten 2005 einmal zusammen im Film Fareb. Nach der Teilnahme an der britischen Celebrity Big Brother TV-Show im Jahr 2007 wurde Shetty mit 63 % der Stimmen in der Schlussabstimmung Gewinnerin.

## Filmografie (Auswahl)
| - 1993: Baazigar - 1994: Aag - 1994: Main Khiladi Tu Anari - 1994: Aao Pyaar Karen - 1995: Gambler - 1995: Hathkadi - 1996: Sahasa Veerudu Sagara Kanya - 1996: Himmat - 1996: Chhote Sarkar - 1996: Mr. Romeo - 1997: Veedevadandi Babu - 1997: Dus - 1997: Auzaar - 1997: Zameer: The Awakening of a Soul - 1997: Insaaf: The Final Justice - 1997: Prithvi | - 1998: Aakrosh: Cyclone of Anger - 1998: Pardesi Babu - 1999: Lal Baadshah - 1999: Shool - 1999: Jaanwar - 2000: Jung - 2000: Kushi - 2000: Tarkieb - 2000: Dhadkan - 2001: Azaad - 2001: Preethsod Thappa - 2001: Maduve Agona Baa - 2001: Bhalevadivi Basu - 2001: Indian - 2002: Junoon - 2002: Badhaai Ho Badhaai - 2002: Chor Machaaye Shor | - 2002: Hathyar: Face to Face with Reality - 2002: Rishtey - 2002: Karz: The Burden of Truth - 2003: Darna Mana Hai - 2003: Ondagona Baa - 2004: Garv: Pride and Honour - 2004: Phir Milenge - 2004: Indian Idol - 2005: Auto Shankar - 2005: Khamoshh... Khauff Ki Raat - 2005: Fareb - 2005: Dus - 2006: Shaadi Karke Phas Gaya Yaar - 2007: Metro: Die Liebe kommt nie zu spät (Life in a Metro) - 2007: Apne - 2007: Om Shanti Om (Gastauftritt) - 2008: Dostana (Gastauftritt) - 2010: The Desire: A Journey of a Women |